# 威廉·沃勒

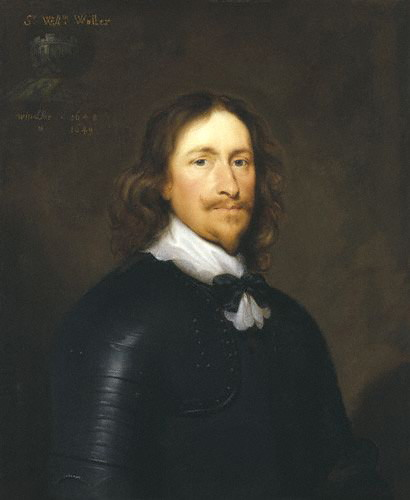

威廉·沃勒（William Waller，1597年—1668年9月19日）是参加过英国内战的一名军人。他在牛津大学的麦格德林学院接受了教育，在三十年战争中参加了威尼斯的军队。在1622年参加了Vere对巴列丁奈特的考察之后，他获得了骑士头衔。